# Odontomelus orophoides
Odontomelus orophoides är en insektsart som beskrevs av Nicholas David Jago 1995. Odontomelus orophoides ingår i släktet Odontomelus och familjen gräshoppor.

## Underarter
Arten delas in i följande underarter:
- O. o. orophoides
- O. o. williamsi